# Chase Utley

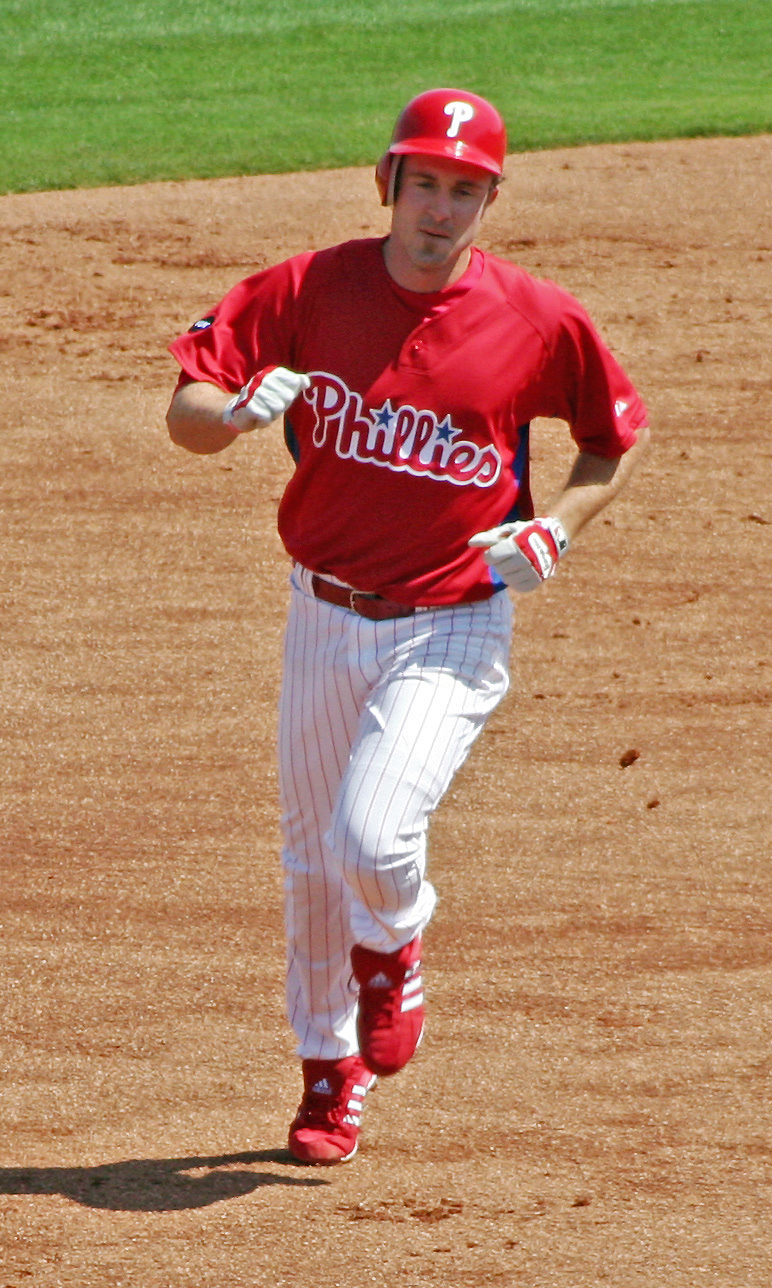

Chase Cameron Utley (17 de dezembro de 1978) é um ex-jogador profissional de beisebol estadunidense.

## Carreira
Chase Utley foi campeão da World Series 2008 jogando pelo Philadelphia Phillies. Na série de partidas decisiva, sua equipe venceu o Tampa Bay Rays por 4 jogos a 1. Atualmente (2016) joga pelo Los Angeles Dodgers.